# 恭睿太后
恭睿太后（공예태후，1109年—1183年）任氏，高丽中書令任元厚之女，門下侍中李瑋之外孫女，是高丽仁宗的王后。
1109年九月初七出生时，李瑋夢见有黃大旗竪在他家中門旗尾飄至宣慶殿。李瑋说：“此女後當遊宣慶殿。”高丽仁宗废黜李資謙二女，四年（1126年）選入宮，號为延德宮主。五年（1127年），延德宮主生高丽毅宗。七年（1129年），冊爲王妃。八年（1130年），生大寧侯王暻。九年（1131年），生高丽明宗。十六年（1138年），她的母亲李氏卒，仁宗素服避于正殿，贈李氏辰韓國大夫人。任氏又生下元敬國師王沖曦、高丽神宗和承慶、德寧、昌樂、永和四宮主。毅宗卽位，尊母亲爲王太后，殿为厚德，立善慶府，置官屬。任氏愛次子大寧侯欲立爲太子，毅宗有怨气。一日，雷雨大震，電光入座，毅宗驚懼，躲在太后衣下。毅宗悔悟，母子如初。明宗十二年（1182年），王曦死，太后听说是掌权武人所害，得病，十三年（1183年）去世，壽七十五岁，葬純陵，谥号恭睿太后。次年金朝遣使致祭文。